# Mont Blanc de Courmayeur
Mont Blanc de Courmayeur (francosko: [mɔ̃ blɑ̃ də kuʁmajœʁ]; italijansko Monte Bianco di Courmayeur) je kota (4.748 mnv) na jugovzhodnem grebenu Mont Blanca, in tvori vrh masivne jugovzhodne stene gore. Z glavnim vrhom je povezan preko Col Major (približno 4.730 m).
Kljub minimalni topografski prominenci je ta zaradi svojega impresivnega videza in alpinističnega pomena drugi najvišji vrh v Alpah na uradnem seznamu alpskih štiritisočakov Mednarodne zveze alpinističnih združenj (UIAA).
Vrh je dostopen z glavnega vrha čez greben Bosses. Vzponi čez jugovzhodni Peuterey ali južni greben Brouillard so zelo zahtevni. Prvi vzpon so 18. avgusta 1822 opravili Frederick Clissold, Joseph-Marie Couttet, David Couttet, Pierre-Marie Favret, Jacques Couttet, Jean-Baptist Simond in Matthie Bosonney.
Na zemljevidu italijanskega Istituto Geografico Militare (IGM) je vrh Mont Blanc de Courmayeur označen v celoti za italijanskega, medtem ko vrh na zemljevidu francoskega Instituta Géographique National (IGN) leži na francosko-italijanski meji. Lokalno mejo med Francijo in Italijo določa demarkacijski sporazum, podpisan 7. marca 1861. Ta akt in povezani zemljevidi meje na vrhu Mont Blanca so pravno veljavni za francosko in italijansko vlado.

## Koče
- Zavetišče Aiguille du Goûter (3.817 m)
- Bivacco Eccles (3.850 m)
- Rifugio Monzino (2.590 m)